# Hans August Nienborg

Karte des Kurfürstentums Sachsen, Nienborg, Samuel & Nienborg, Hans August, 1705

Hans August Nienborg, auch Hans August Nienburg (* 6. Juni 1661 oder 1660 in Dresden; † April oder Mai 1729 ebenda) war ein kursächsischer Markscheider, Oberlandfeldmesser und Kartograf.

## Leben und Schaffen
Hans August Nienborg wurde als Sohn des kurfürstlichen Markscheiders und Landfeldmessers Samuel Nienborg (1615–1680) geboren. Nach fünfjähriger Ausbildung durch seinen Vater ging er zur kursächsischen Armee. Während der Zweiten Wiener Türkenbelagerung, bei der auch sächsische Truppen bei der Verteidigung Wiens halfen, wechselte Nienborg 1683 als Leutnant der Artillerie zum Ingenieurkorps. Zurück in Dresden wurde er 1685 zum Oberleutnant befördert. In dieser Zeit erhielt Nienborg vom Militär nur Wartegeld und arbeitete so für den kursächsischen Hof und für Privatpersonen als Geodät und Kartograf. Ab April 1696 nahm er als Ingenieuroffizier erneut am Großen Türkenkrieg teil, dieses Mal wurde er bei der Belagerung der osmanischen Festung Temeswar vor der Schlacht von Olasch eingesetzt. Aus dieser Zeit stammen seine ersten eindeutig datierbaren Risse, dargestellt sind tägliche Feldlager.
Nach seiner Rückkehr wurde er zum 1. September 1696 Ingenieur am Hauptzeughaus in Dresden und 1701 zum bestallten und besoldeten Landfeldmesser ernannt, die eigentliche Bestallung erfolgte erst zwei Zahre später. Am 2. Mai 1707 erhielt Nienborg den Titel Königlich kurfürstlicher Oberlandfeldmesser. Diesen Posten hatte er bis zu seinem Tod inne. 
In seiner Zeit als Landfeldmesser in Dresden betreute und ergänzte er die kurfürstliche Riss- und Kartensammlung, 1703/1704 erstellte er erstmals ein Inventar dafür. Um 1700 begann er mit einer Generalkarte des Kurfürstentums Sachsen die anfänglichen Arbeiten seines Vaters fortzuführen. Am 29. März 1702 überreichte er eine erste Ausgabe in zwei Exemplaren (eine kolorierte) dem Kurfürsten August dem Starken. Eine ergänzte Ausgabe im Maßstab 1:575.000 (koloriert) bzw. 1:480.000 (braune Tusche) wurde 1704 fertiggestellt, ebenfalls in zwei Exemplaren. Ein vergrößerte Kopie dieser Karte mit den Maßen 203 × 150 cm fertigte er noch einmal 1705 an. Ab 1706 spezialisierte er sich vor allem auf das Anfertigen von sehr detaillierten, großmaßstäbigen und mehrteiligen Karten von sächsischen Städten, als Beispiel sei hier die zwischen 1710 und 1713 entstandene DESCRIPTION über die Grund-Legung und in richtigen Abriß gebrachte hochberühmte Handels-Stadt Leipzig im Maßstab von 1:2.000 genannt, die 1997 von der Sächsischen Akademie der Wissenschaften als sogenannter Nienborgscher Atlas mit einem ausführlichen Häuserbuch vom Archivar Ernst Müller neu herausgegeben wurde. Das Werk besteht u. a. aus einem siebenblättrigen Verzeichnis sämtlicher Grundstücke und deren Besitzer in der Stadt sowie einem dreizehnteiligen Kartenwerk. 1711 veröffentlichte er ein Buch, in dem er ein von ihm erfundenen Theodoliten vorstellte. 
Um 1700 heiratete er Anna Dorothea Quellmaltz (1682–1721), aus der Ehe ging als Sohn der späterer Kanonier Johann Christian August Nienborg (1707–1728) hervor, der jung an Pocken verstarb.
Der überwiegende Teil seiner mehreren hundert händisch angefertigten Karten, Risse und Zeichnungen befindet sich heute im Hauptstaatsarchiv Dresden und in der Sächsischen Landesbibliothek – Staats- und Universitätsbibliothek Dresden.

## Ehrungen
Im Leipziger Ortsteil Burghausen-Rückmarsdorf wurde 2018 eine Straße nach Nienborg benannt.

## Werke (Auswahl)
- Beschreibung: Einhohlung des Schloßgebäudes im Ambte Noßen. Um 1690, Sächsisches Staatsarchiv, Hauptstaatsarchiv Dresden, 12884, Karten und Risse, Signatur/Inventar-Nr.: Makro 06518 & (Schr 026, F 095, Nr 023d).[5]
- Geometria. 1693, Sächsische Landesbibliothek – Staats- und Universitätsbibliothek Dresden (SLUB), Sign.: Mscr.Dresd.C.493.[6]
- Descriptio vber die Außmeß- und Grundlegung des Schloßes oder so genanten Burgk Colditz daran stoßenden Weinberges vnd Thiergarttens. 1694, Sächsische Landesbibliothek – Staats- und Universitätsbibliothek Dresden (SLUB), Sign.: Mscr.Dresd.L.87 (online).
- Beschreibung: Der Neustadt Dreßden Grundt Riß sambt dehro Vorstädten. 1705, Sächsisches Staatsarchiv, Hauptstaatsarchiv Dresden, 12884, Karten und Risse, Signatur/Inventar-Nr.: Makro 06595 & (Schr 026, F 097, Nr 013c).[7]
- Kartierung der Dresdner Vorstädte. 1706, Sächsisches Staatsarchiv, Hauptstaatsarchiv Dresden, 12884, Karten und Risse, Sign.: Makro 06669-06715 & (Schr 008, F 001, Nr 004 & Schr 008, F 001, Nr 005 & Schr 008, F 001, Nr 006 & Schr 008, F 001, Nr 007 & Schr 008, F 001, Nr 008).[8]
- Deutlicher Bericht Von einer Neuen inventirten Universal-Scheibe. 1711, Sächsische Landesbibliothek – Staats- und Universitätsbibliothek Dresden (SLUB), Sign.: Mechan.210 (Handschrift), Mechan.211.m (Druck, online).[9]
- Grund-Riss der Stadt Barby. 1716, Sächsische Landesbibliothek – Staats- und Universitätsbibliothek Dresden (SLUB), Sign.: A14341.[10]
- Vermessung der Sächsisch-Magdeburgischen Landesgrenze von Deutschenthal bis Hundsdorf, dargestellt in 22 zu einem Buche vereinten Landkarten. 1718, Sächsisches Staatsarchiv, Hauptstaatsarchiv Dresden, 12884, Karten und Risse, Sign.: Schr 008, F 001, Nr 011.[11]
- Nienborger Atlas. DESCRIPTION über die Grund-Legung und in richtigen Abriß gebrachte hochberühmte Handels-Stadt Leipzig (= Quellen und Forschungen zur sächsischen Geschichte. Bd. 11), mit einem Häuserbuch von Ernst Müller. Historische Kommission der Sächsischen Akademie der Wissenschaften zu Leipzig. Akademie Verlag. Berlin 1997, ISBN 978-3-05-003126-2.
  - Hans August Nienborg: Prospect der weit berühmten und wohlerbaueten Handels-Stadt Leipzig. [1710-1713].
  - Ernst Müller: Häuserbuch zum Nienborgschen Atlas.